# Freak (Silverchair)
Freak è un singolo del gruppo musicale australiano Silverchair, pubblicato nel 1997 ed estratto dall'album Freak Show.

## Video
Il videoclip della canzone è stato diretto da Gerald Casale, un membro del gruppo Devo e regista di molti videoclip della stessa band. Esso è stato girato a Los Angeles (California).

## Tracce
- 7" (AUS)

1. Freak
2. New Race
3. Punk Song #2

- CD (UK)

1. Freak
2. New Race
3. Undecided
4. Slave (Live)